# Isle of Sheppey
Isle of Sheppey är en 93 km² stor ö vid Kents norra kust i Themsens mynningsvik, ca 74 km öster om centrala London. 37 852 invånare (2001). Sheppey kommer från det saxiska "Sceapige", som betyder Fårön, och än idag är sumpmarkerna som täcker stora delar av ön betesmark för stora fårhjordar. I likhet med många andra delar av norra Kent består ön av Londonlera och är en riklig fyndplats för fossil.
Isle of Sheppey består egentligen av tre huvudöar, nämligen Sheppey, Isle of Harty och Isle of Elmley (ön kallades förr The Isles of Sheppey innan kanalerna mellan öarna växte igen) samt många småöar i den södra delen, som är sank och genomkorsas av kanaler och diken. Ön skiljs från fastlandet av sundet The Swale, som korsas av en fyrfältsväg på högbro och en öppningsbar kombinerad väg- och järnvägsbro. Landnivån är i allmänhet låg, men vid Minster stiger den till ungefär 50 meter över havet.
Det platta landet ledde till att ett av Storbritanniens första flygfält anlades på ön vid Shellbeach 1909. Det flyttades till Eastchurch året därpå. Vid flygfältet genomfördes världens första flygplansflygning med levande last när John Moore-Brabazon tog med en liten gris i sitt flygplan 1909.
Öns huvudort, hamnstaden Sheerness, växte fram runt Royal Navys skeppsvarv, som grundades på 1600-talet. Flottan lämnade varvet 1960, men hamnen och varvet har fortsatt att vara en av de viktigaste arbetsplatserna. I anslutning till hamnen finns också ett stålverk.
Runt Sheppey finns ungefär 200 kända skeppsvrak, bland annat SS Richard Montgomery som gick på grund på en sandbank under andra världskriget, fullastad med bomber och sprängämnen. Sprängämnena finns kvar än idag, men har bedömts vara tillräckligt säkra för att ingen åtgärd ska behöva vidtas.